# Ardal O’Hanlon
Ardal O’Hanlon (ur. 8 października 1965 w Carrickmacross) – irlandzki komik i aktor, znany przede wszystkim z występów w brytyjskich i irlandzkich serialach komediowych, zwłaszcza Ojcu Tedzie i My Hero. 
Pochodzi z wielodzietnej rodziny, ma piątkę rodzeństwa. Gdy był dzieckiem jego ojciec Rory O’Hanlon pracował w wyuczonym zawodzie lekarza, ale od 1977 poświęcił się karierze politycznej i zasiadał w parlamencie w ławach Fianna Fáil, zaś w latach 2002-2007 był przewodniczącym Dáil Éireann. Z kolei jego dziadek Michael O’Hanlon walczył w szeregach Irlandzkiej Armii Republikańskiej podczas irlandzkiej wojny o niepodległość.
Ardal ukończył studia w zakresie komunikacji na National Institute for Higher Education w Dublinie, a następnie stał jedną z czołowych postaci raczkującej wówczas dublińskiej sceny stand-upowej. Podczas jednego z występów dostrzegł go Graham Linehan, irlandzki scenarzysta komediowy pracujący w Wielkiej Brytanii. Zaproponował mu rolę we współtworzonym przez siebie serialu Ojciec Ted, opowiadającym o perypetiach księży z pewnej parafii na irlandzkiej prowincji, stanowiącej miejsce kościelnej zsyłki dla szczególnie kłopotliwych, z punktu widzenia miejscowego biskupa, kapłanów. Grał tam niezwykle mało inteligentnego wikariusza, księdza Dougala McGuire'a, który zamiast pomagać proboszczowi (w tej roli Dermot Morgan) jest dla niego raczej dodatkowym obciążeniem. Emitowany w telewizji Channel 4 serial okazał dużym sukcesem i przyniósł O’Hanlonowi popularność zarówno w ojczyźnie, jak i wśród widzów w Wielkiej Brytanii.
W roku 2000 O’Hanlon został obsadzony w roli tytułowej w innym brytyjskim sitcomie, tym razem produkowanym dla BBC, pt. Mój bohater. Produkcja ta parodiowała amerykańskie początkowo komiksowe, a potem ekranizowane, opowieści o superbohaterach udających dla niepoznaki zwykłych ludzi. Wyraźne były zwłaszcza odniesienia do Supermana. Grany przez O’Hanlona superbohater Thermoman był przybyszem z obcej planety obdarzonym nadludzkimi zdolnościami, jednak z trudem odnajdował się w roli ojca angielskiej rodziny, którym musiał równocześnie być. O’Hanlon odszedł z serialu po pięciu seriach, w 2005 roku.
W ostatnich latach skupił się w większym stopniu na pracy w Irlandii, wiążąc się z tamtejszą telewizją publiczną RTE. W 2006 zrealizował dla niej serial dokumentalny o najbardziej zażartych, odwiecznych rywalizacjach między klubami piłkarskimi. Rok później prowadził żartobliwy program typu talent show dla początkujących polityków. Od 2009 występuje w roli tytułowej w komediowej serii Val Falvey, TD, starającej się być satyrą na irlandzką klasę polityczną (której ojciec O’Hanlona jest prominentnym członkiem). Oprócz tego występuje okazjonalnie w serialach brytyjskich, ale są to głównie gościnne role w pojedynczych odcinkach. Pojawia się również na scenach kabaretowych w obu krajach.
Od 2017 do 2020 grał główną rolę w serialu telewizyjnym Death in Paradise, wcielając się w DI Jacka Mooneya.
O’Hanlon jest żonaty z Melanie, którą poznał jeszcze jako nastolatek. Mają troje dzieci. Oprócz aktorstwa zajmuje się także pisaniem, w 1999 została wydana jego powieść The Talk of the Town.